# Косий Ухаб
Косий Ухаб (рос. Косой Ухаб) — селище Бокситогорського району Ленінградської області Росії. Входить до складу Забор'євського сільського поселення.
Населення — 3 особи (2012 рік). 